# Sleeping at Last
Sleeping at Last — музичний гурт, який очолює співак, автор пісень та мультиінструменталіст Раян О'Ніл. Гурт був створений в 1999 році в місті Віттон (Іллінойс), США у складі трьох учасників: Раян О'Ніл (соліст), його брат Чад О'Ніл (барабанщик) та Ден Пердю (басист). Гурт самостійно записав свій дебютний альбом Capture у 2000 році, у 2003 вийшов другий — Gosts, у 2006 — Keep No Score та Storyboards у 2009 році.
Через декілька років після виходу перших чотирьох альбомів Чад О'Ніл і Ден Пердю покинули гурт. Райан О'Ніл зберіг назву Sleeping at Last для свого сольного проєкту та вирішив зосередитись на піснях та мініальбомах.

## Учасники
Поточний
- Райан О'Ніл — вокал, гітара, клавіші (1999—сьогодні).

Колишні
- Ден Пердю — бас-гітара, клавіші (1999—2011).
- Чад О'Ніл — барабани (1999—2008).